# Campeonato Carioca de Futebol de 1911
O Campeonato Carioca de Futebol de 1911 foi o sexto campeonato de futebol do Rio de Janeiro. A competição foi organizada pela Liga Metropolitana de Sports Athleticos (LMSA). 
O Fluminense somou mais pontos nos dois turnos e sagrou-se campeão pela quinta vez, ao vencer o America por 2 a 0 em Laranjeiras perante um grande público para os padrões da época.
Depois do campeonato, nove futebolistas abandonaram o Fluminense e fundaram a seção de futebol do Clube de Regatas do Flamengo: Alberto Borgerth, Armando de Almeida (Gallo), Emmanuel Augusto Nery, Ernesto Amarante (Zalacain), Gustavo Adolpho de Carvalho, Lawrence Andrews, Orlando Sampaio de Mattos (Bahiano), Othon de Figueiredo Baena e Píndaro de Carvalho Rodrigues.

## Primeira divisão
O campeonato carioca de 1911 foi muito tumultuado. Depois da conquista de 1910, quando o Botafogo quebrou a hegemonia, até então, mantida pelo Fluminense, o time alvinegro tornou-se o favorito natural para conquistar o de 1911. O seu time era constituído de jovens craques que, certamente alcançariam novas glórias não fosse os lamentáveis acontecimentos ocorridos no seu jogo com o America, em 25 de julho. A partida estava sendo disputada num clima de violência e o placar assinalava empate de 1 a 1. Flávio Ramos recebeu entrada violenta de Gabriel de Carvalho e Abelardo Delamare o aconselhou a revidar, sendo, então insultado pelo jogador do America. Em resposta, Abelardo deu-lhe um bofetão e aí todo mundo brigou. Depois da confusão, o jogo foi reiniciado, sem que o escore de 1 a 1 fosse alterado. O Botafogo ficou solidário com seu jogador e, antes de qualquer decisão da Liga, resolveu retirar-se do campeonato. De fato, Abelardo Delamare foi suspenso por 1 ano, Adhemaro Delamare, por 6 meses; e Gabriel de Carvalho, por 30 dias!
Os dois capitães foram advertidos por não terem tomado medidas para evitarem o jogo violento. E censurada a diretoria do Botafogo por não ter agido para evitar o conflito, pois o jogo foi realizado no campo da rua Voluntários da Pátria. Essas penalidades foram aplicadas pela Liga Metropolitana de Sports Athleticos. Antes desse tumultuado empate, o Botafogo havia vencido o Rio Cricket por 3 a 0.
O Fluminense sagrou-se campeão carioca invicto pela terceira vez com um novo time, obtendo os seguintes resultados no primeiro turno: Payssandu, 2 a 0; America, 4 a 0; e Rio Cricket, 5 a 0; No returno, Payssandu, 3 a 1; America, 2 a 0; e Rio Cricket, 5 a 0.
Nesta temporada o Fluminense contratou o técnico inglês Charles Williams, pagando-lhe 18 libras por mês, casa, comida e passagens de ida e volta para a Inglaterra.

### Fórmula de disputa
O campeonato foi disputado por seis clubes em turno e returno, jogando todos contra todos. O clube que somou mais pontos foi o campeão. A vitória valia dois pontos e o empate um. O primeiro critério de desempate foi o menor número de derrotas.

### Clubes participantes
- America Football Club (Rio de Janeiro), do bairro da Tijuca, Rio de Janeiro
- Botafogo Football Club, do bairro de Botafogo, Rio de Janeiro
- Fluminense Football Club, do bairro das Laranjeiras, Rio de Janeiro
- Paysandu Cricket Club, do bairro do Flamengo, Rio de Janeiro
- Riachuelo Football Club, do bairro do Riachuelo, Rio de Janeiro
- Rio Cricket and Athletic Association, do bairro de Praia Grande, Niterói

O Botafogo abandonou a competição após ter disputado três partidas
Mesmo conquistando o Torneio Seletivo, em 11 de maio daquele ano, o Paysandu decidiu abandonar o Campeonato e a LMSA decidiu continuar com apenas cinco clubes.

### Classificação final
| Classificação | Classificação | Classificação | Classificação | Classificação | Classificação | Classificação | Classificação | Classificação | Classificação |
| Pos           | Time          | PG            | J             | V             | E             | D             | GP            | GS            | SG            |
| ------------- | ------------- | ------------- | ------------- | ------------- | ------------- | ------------- | ------------- | ------------- | ------------- |
| 1             | Fluminense    | 12            | 6             | 6             | 0             | 0             | 21            | 1             | +20           |
| 2             | America       | 7             | 6             | 3             | 1             | 2             | 13            | 13            | 0             |
| 3             | Rio Cricket   | 3             | 6             | 1             | 1             | 4             | 9             | 19            | -10           |
| 4             | Paissandu     | 2             | 6             | 1             | 0             | 5             | 7             | 17            | -10           |
|               | Botafogo[a]   |               |               |               |               |               |               |               |               |

a. ^ Como o Botafogo abandonou o campeonato, seus resultados foram anulados.

### Partidas
Essas foram as partidas realizadas:
| 7 de maio | Paissandu | 0 – 2 | Fluminense                          | Rua Guanabara, Rio de Janeiro |
|           |           |       | Gustavo de Carvalho · Oswaldo Gomes |                               |

### Premiação
| Campeonato Carioca de 1911     |
| Rio de Janeiro                 |
| ------------------------------ |
| FLUMINENSE Campeão (5º título) |

## Torneio Seletivo
Em 1911, a LMSA decidiu oferecer uma vaga na 1ª divisão aos novos clubes inscritos. Ficou decidido então, que os vencedores dos prélios São Cristóvão e Bangu e Paysandu e Mangueira disputariam uma partida (ou duas se a primeira terminasse empatada), cujo vencedor seria o indicado para a 1ª divisão, ficando os demais na 2ª divisão.

### Primeira fase
| 2 de abril | Paysandu                                          | 5 – 2 | Mangueira            | Rua Guanabara, Rio de Janeiro |
|            | Gillan ?', ?' · Harry Robinson ?', ?' · Pullen ?' |       | Riemer ?' · Regga ?' |                               |

| 9 de abril | São Cristóvão                  | 2 – 2 | Bangu                       | Rua Voluntários da Pátria, Rio de Janeiro |
|            | Camarinha ?' · Leonel Neves ?' |       | Loth ?' · John Hellowell ?' |                                           |

### Partida desempate
| 13 de abril | São Cristóvão                    | 2 – 0 | Bangu | Rua Guanabara, Rio de Janeiro |
|             | João Cantuária ?' · Camarinha ?' |       |       |                               |

### Final
| 16 de abril | Paysandu                                    | 4 – 0 | São Cristóvão | Rua Guanabara, Rio de Janeiro |
|             | Harry Robinson ?' · Jack ?' · Gillan ?', ?' |       |               |                               |

O Paysandu conquistou o direito de disputar a 1ª divisão do Campeonato de 1911.